# Martin Ferguson (piłkarz)
Martin Ferguson (ur. 21 grudnia 1942 w Glasgow) – szkocki trener i piłkarz występujący na pozycji napastnika. Martin jest młodszym bratem byłego menadżera Manchesteru United, sir Alexa Fergusona. Jest szefem europejskich skautów Manchesteru United i na całym kontynencie wyszukuje utalentowanych zawodników.
W latach 60. Ferguson reprezentował barwy kilku szkockich i angielskich klubów. W 1967 roku został grającym menadżerem klubu  Waterford United. Później był także członkiem sztabu szkoleniowego Hibernianu, jednakże w 1997 roku został zwolniony.. Następnie na polecenie sir Alexa Fergusona został zatrudniony na posadzie skauta. Od tego czasu wyszukał takich zawodników jak Diego Forlán, Anderson, Fabio Quagliarella, Alessandro Nesta i Ruud van Nistelrooy.